# Stora Dämmet (Angereds socken, Västergötland)
Stora Dämmet är en sjö i Göteborgs kommun i Västergötland och ingår i Göta älvs huvudavrinningsområde.